# Pierre Lacotte
Pierre Lacotte   (Chatou, 4 d'abril de 1932 - La Sanha, 10 d'abril de 2023) fou un ballarí, mestre de ballet i coreògraf francès. És un especialista en la reconstrucció de ballets perduts del període romàntic.
Va iniciar els seus estudis de ballet a l'Escola de l'Òpera de París el 1942 i ja en 1946 passa a formar part del cos de ball de la companyia de ballet, ascendint fins a aconseguir la posició de primer ballarí a 1953.
Ja des de 1951 comença a crear coreografies i el 1954 va obtenir el seu primer gran èxit amb la peça La Nuit est uneix sorcière, coreografia gravada per la televisió belga i que li va valer el premi al millor espectacle televisat aquest any. Aquest mateix any Lacotte renúncia al Ballet de l'Òpera de París.
El 1956 va fundar la seva pròpia companyia de ballet, "Ballet del Tour Eiffel", a on no solament va ballar sinó també crear diverses coreografies: Solstice (Wayenberg), Tempo Universel (Albinoni), Gosse de Paris (Aznavour), i Such Sweet Thunder, amb la música de Duke Ellington, per al Festival de Berlín.
Producte d'un accident que va afectar la seva cama i durant el seu repòs, comença els seus estudis sobre les coreografies dels ballets del període romàntic. Recuperat totalment en 1959 de la seva lesió, dissol la companyia "Ballet del Tour Eiffel" i comença una carrera independent com a ballarí convidat de diferents companyies al món.
El 1963 és nomenat director artístic del Ballet de les Joventuts Musicals de França i crea per a aquesta companyia diversos ballets. El 1968 es casa amb la ballarina Ghislaine Thesmar. Al dissoldre el Ballet de les Joventuts Musicals de França treballa en diversos llocs com l'Òpera d'Estrasburg, La Fenice a Venècia i diversos Festivals, és en aquesta època on va començar a estructurar la reconstrucció del ballet La Sílfide. La coreografia original d'aquest ballet va ser creada per Filippo Taglioni per a la seva filla Marie el 1832 i s'havia perdut, Pierre Lacotte basant-se en documents i arxius va aconseguir la reconstrucció total del ballet, mantenint l'estil de ball de l'època. Aquesta reconstrucció va ser estrenada el 1972 pel Ballet de l'Òpera de París, obtenint gran èxit i això el va animar a reconstruir altres coreografies.
Pierre Lacotte fou nomenat Mestre de ballet de l'Òpera de París el 1971.

## Obres
- La Sílfide
- Paquita
- Ondina
- La hija del Faraón
- Coppélia